# 全国法人会総連合
公益財団法人全国法人会総連合（ぜんこくほうじんかいそうれんごう）は、日本各地の中小企業や個人事業主を会員の対象とした法人会を統括する公益法人。略称は全法連。元は国税庁所管の財団法人であった。

## 概要
全国の法人会や41都道県法人会連合会を統括する組織として主に税務知識の普及や適正な申告納税制度の確立などを目的としている。

## 沿革
- 1954年10月 - 創立
- 1975年2月17日 - 国税庁所管の財団法人として認可
- 1993年 - シンボルマーク制定する。
- 2011年3月28日 - 公益財団法人に認定。

## 所在地
- 住所：東京都新宿区四谷坂町13番地4 全法連会館